# Desa Bojongsalam (administrativ by i Indonesien, lat -6,97, long 107,22)
Desa Bojongsalam är en administrativ by i Indonesien.   Den ligger i provinsen Jawa Barat, i den västra delen av landet, 90 km söder om huvudstaden Jakarta.